# Kalamalou-Nationalpark
Der Kalamalou-Nationalpark (englisch Kalamaloue National Park, französisch Parc National de Kalamaloué) ist ein Nationalpark in Kameruns nördlichster Region, Extrême-Nord. Er  wurde 1948 gegründet und ist 45 km² groß. Der Park liegt 70 km vom Tschadsee entfernt innerhalb der Sudan-Sahel-Zone in der Waza-Logone-Ebene. Die nächstgelegene Stadt ist Kousséri. 

## Klima
Das heiße und trockene Klima ist durch eine lange Trockenzeit von Oktober bis Mai und eine kurze Regenzeit von Juni bis September gekennzeichnet. Die Temperaturen variieren stark; das Minimum liegt bei 12 °C im Dezember, das Maximum bei 52 °C im Mai. Der Jahresniederschlag ist mit 500 mm und 700 mm für die Gegend gering. 

## Flora
Die verholzende Vegetation wird von Combretum aculeatum, der Wüstendattel (Balanites aegyptiaca) und der Seyal-Akazie (Acacia seyal) dominiert. Vorherrschende Bäume in den Alluvialebenen sind Morelia senegalensis und Mitragyna inermis. Außerdem kommen noch der Anabaum, Piliostigma reticulatum, Ziziphus mauritiana, Bauhinia rufescens, der Tamarindenbaum, Guiera senegalensis, Anogeissus leiocarpa, Combretum glutinosum, Diospyros mespiliformis und Crateva adansonii vor. Die krautige Vegetation umfasst hauptsächlich Pennisetum purpureum und Imperata cylindrica. Aufgrund des Wassermangels sind weite Gebiete im Norden des Parkes zeitweise bewuchslos.

## Fauna
Das südlichere Waldland wird von Flusspferden, Duckern, Leierantilopen und Buschböcken bewohnt. Außerdem kommen Grüne Meerkatzen, der Husarenaffe, die Rotstirngazelle, Kob und Afrikanischer Goldwolf vor. Trockenheit, Wilderei und Entwaldung führten zum Verschwinden mehrerer Arten wie dem Wasserbock, dem Drill und der Leierantilope Damaliscus korrigum. Darüber hinaus könnte der verlängerte Aufenthalt einer wachsenden Zahl an Elefanten das Ende des Reichtums im Park verursachen.

### Elefanten
In der Waza-Logone-Ebene, wo sich der Kalamalou-Nationalpark befindet, lebt eine der größten Elefantenpopulationen der Sudan- bzw. der Sahelzone. Die Ausweitung der landwirtschaftlichen Nutzfläche und des Holzfällens führte infolge mangelnder Rücksicht auf Elefantenherden zu Veränderungen im Wanderverhalten der Elefanten. Weil sie sich frei bewegen können, wandern die Elefanten zwischen dem Kalamalou- und dem Waza-Nationalpark. Für die Landwirte besteht ständig die Gefahr der Erntezerstörung durch Elefanten, im Kalamalou-Nationalpark herrscht in der Trockenzeit eine Elefantenüberbevölkerung. Seit 1986 ist die Zerstörung der verholzenden Vegetation durch Elefanten ein Grund zur Sorge für Parkbeamte des Tourismusministeriums. Damals schätzten sie, dass die Elefantenpopulation  im Kalamalou-Nationalpark zwischen 450 und 500 Tieren schwankte. Wasserstellenzählungen im April 1991 ergaben 384 Elefanten. Mit einer Dichte von 8,5 Elefanten pro km² kann der Park als überbevölkert angesehen werden, allerdings hält dieser Zustand nur 6 bis 7 Monate an, denn zu Beginn der Regenzeit im Mai wandern die Elefanten zurück zum Waza-Nationalpark. Schon bei einer Elefantendichte von über 0,5 Elefanten/km² in Trockensavannen droht eine Zerstörung des Habitats. Seit 1979/1980 wird das Wasser des Logone weiter stromaufwärts für ein Reisprojekt genutzt, sodass sich die jährliche Überflutung des Waza-Nationalparkes verringert. Die Verkleinerung des überfluteten Gebietes führte dazu, dass  perennierende Gräser wie Vetiveria nigritana, die während der Trockenzeit die Hauptnahrung für die Elefanten darstellen, durch einjährige Pflanzen ersetzt wurden, die nicht nahrhaft genug für Wildtiere und Rinder sind. Daher vergrößerte sich die Zahl der Elefanten, die vom Waza- zum Kalamalou-Nationalpark wandern, und die Länge ihres dortigen Aufenthaltes. Die hohe Dichte an Elefanten im Kalamalou-Nationalpark ist ein saisonales Phänomen. Der Abschuss von Elefanten, wie er von Parkbeamten vorgeschlagen wurde, sollte so lange aufgeschoben werden, Vegetation und Elefanten angemessen überwacht werden. Das Waza-Logone-Projekt entwickelt eine hydrologische Rehabilitation der Flussaue, was kurzzeitige Auswirkungen auf die Zahl der aus dem Waza-Nationalpark wandernden Elefanten haben könnte. In diesem Gebiet wird eine internationale ökologische Infrastruktur für Elefanten benötigt. Frühere Wanderkorridore zum Tschad sollten wiederhergestellt und bereichert, der existierende Korridor nach Nigeria gegen Entwaldung und Urbarmachung geschützt werden. Zurzeit wird versucht, einen allgemeinen Politiks- und Verwaltungsplan für die Elefantenpopulation des nördlichen Kamerun zu entwickeln, der den langzeitigen Wert und die Erhaltung des Elefanten überall in seinem derzeitigen Weidegebiet, nicht nur innerhalb der Parks, fördern wird.